# Los Invasores De Progreso
Los Invasores de Progreso är ett peruanskt cumbiaband från Amazonas-regionen, bildat under början av 1980-talet. Gruppen är känd för sitt bidrag till den psykedeliska cumbian, även kallad chicha eller cumbia amazónica.

## Historia
Bandet grundades av gitarristen Ernesto "Shanty" Diestro Herrera i staden Nuevo Progreso. Under 1980-talet släppte gruppen flera album som blev klassiker inom genren, bland andra Naranjitay (1981), Selva Mía (1984) och La Cumbia (1987). 
Efter en period av tystnad återupptäcktes deras musik under 2000-talet, vilket ledde till återutgivningar på vinyl och digitala plattformar som Spotify och Apple Music.

## Musikstil
Los Invasores kombinerar traditionell cumbia med psykedelisk rock, funk och elektroniska instrument. Bandet tillhör den andra vågen av den peruanska psykedeliska cumbian, tillsammans med grupper som Juaneco y su Combo, Los Mirlos och Sonido 2000.

## Diskografi (urval)
- Naranjitay (1981)
- Selva Mía (1984)
- La Cumbia (1987)
- Invasión de Cumbia Psicodélica (2010-talet, samlingsalbum)

## Eftermäle
Los Invasores de Progreso har fått förnyad uppmärksamhet i takt med det växande intresset för cumbia amazónica och psykedelisk musik från Peru.  
Bandets låt "Cumbia Inca" har över 250 000 visningar på deras officiella YouTube-kanal.  
De finns även tillgängliga på digitala plattformar som Apple Music och har släppt flera album, däribland *Invasión de Cumbia Psicodélica*.  
Låten "Humo en la Selva" ingår i det internationellt distribuerade samlingsalbumet *Perú Selvático*, utgivet av Analog Africa, vilket ytterligare befäster deras betydelse i genren.